# Alsóbogát
Alsóbogát là một thị trấn thuộc hạt Somogy, Hungary. Thị trấn này có diện tích 12,01 km², dân số năm 2010 là 263 người, mật độ 22 người/km².